# Phyllonorycter kumatai
Phyllonorycter kumatai är en fjärilsart som beskrevs av De Prins 2005. Phyllonorycter kumatai ingår i släktet guldmalar, och familjen styltmalar.
Artens utbredningsområde är Nepal. Inga underarter finns listade i Catalogue of Life.